# 玩家困境
玩家困境（英語：The Gamer's Dilemma）是查爾斯史都華大學教授摩根·勒克（Morgan Luck）在2009年提出的道德挑戰。這一困境的大致內容為：首先，一般人認為操控遊戲角色在虛擬世界中謀殺他人是道德的。及後，大多數人認為在虛擬世界中猥褻兒童是不道德。但適用於前者的道德論證也適用於後者。因此他們的道德判斷存有矛盾。此一困境已為眾多哲學文獻所探討，並在2024年開始有實證研究調查當中的前設是否正確。
倫理學家會嘗試從兩個大方向解決玩家困境：第一種是嘗試找出兩者之間的區別，然後以此證明在虛擬世界中猥褻兒童是不道德，謀殺他人是道德的； 第二種是質疑前提，指在虛擬世界中謀殺他人是不道德，或在虛擬世界中猥褻兒童是道德的。

## 原始困境
在勒克之前，彼得·辛格便已提出類似的議論。他表示，在《第二人生》當中，成人玩家可以操控孩童角色去跟其他玩家角色發生性行為，而這並沒有對現實有任何傷害，因此在道德上可以接受。而在遊戲中對他人行使暴力便因跟现实上的暴力行为有關，因此道德上比第一種情況更不可接受——與勒克之後的假設相反:108。後者提出的原始困境如下：
在電腦遊戲當中，玩家操縱角色去謀殺他人違背道德嗎？標準回答是不違背，因為在現實中沒有人受害。這一觀點似乎相當符合直覺，也解釋了為何數以百萬計的玩家認為虛擬謀殺是道德的。而這一理據也可以套用在於虛擬世界中猥亵兒童，證明它是道德的，因為現實中沒有孩童受害。這一推論似乎發人深思，因為大多數人會認為於虛擬世界中猥亵兒童是不道德的:3。

### 勒克構想的論證與反駁
勒克在提出這道困境後，曾嘗試以多個論證解決，但他認為全部皆沒有成功。首先，他提出了社會習俗論證。這一論證認為社會習俗是社會的道德智慧，而它接受虛擬謀殺，但不接受於虛擬世界中猥亵兒童。因此前者是道德的，後者則是不道德的。他認為這一論證的問題點在於雖然可以解釋人們的態度，但也可證明古羅馬奴隸制是可以接受的。
其後他提出傷害論證。根據該一說法，於虛擬世界中猥亵兒童會顯著增加於現實世界猥亵兒童的風險，因此於虛擬世界中猥亵兒童是不道德的。而操縱角色去謀殺他人不會顯著增加謀殺風險，因此是道德的:25。勒克批評道這一理據沒有得到科學證據充分證明。及後還認為相反的可能性有機會成立，即於虛擬世界中猥亵兒童會降低於現實世界猥亵兒童的風險:35-36。
接著他提出有損品格論證。此論證強調玩家不會從於虛擬世界中謀殺他人獲得快感，而於虛擬世界中猥亵兒童會獲得快感。因此，與前者相比，後者較損害玩家的道德品格。勒克反稱玩家能從前者獲得快感，不然沒有遊戲廠商會製作以謀殺他人為主題的遊戲。而且若要求一般玩家於虛擬世界中猥亵兒童才能通關，那麼大多玩家都會為此反感。:125
勒克亦針對以下論證：從眾多群體當中挑出兒童這一弱勢群體來侵害本質上是不可接受的。他表示雖然這的確適用於所有弱勢群體，但此一論證亦可推論出若然一款遊戲公平地處理所有群體，那麼在道德上就可以接受:125。他最後指出有人可能反稱猥亵兒童比謀殺成人更嚴重。他表示這一理由並不明確，因為當中涉及兩個變項：兒童和成人，猥亵和謀殺，因此他們不能在同一維度上比較:125-126。

## 哲學討論
倫理學家會嘗試從兩個大方向解決玩家困境：
- 第一種是嘗試找出兩者之間的區別，然後以此證明在虛擬世界中猥褻兒童是不道德，謀殺他人是道德的[6]。
- 第二種是質疑前提，指在虛擬世界中謀殺他人是不道德，或在虛擬世界中猥褻兒童是道德的[6]。

### 找出兩者區別的論證

#### 精神抽離論證
奧特本大學宗教及哲學系的斯蒂芬妮·帕特里奇（Stephanie Patridge）認為，在虛擬世界中謀殺他人的玩家能夠抽離現實，不會從中回想起現實的暴力情況。而在虛擬世界中猥褻兒童的玩家難以把精神抽離現實。:286

##### 評價
曼尼托巴大学哲學系教授尼爾·麥克阿瑟（Neil McArthur）認為，帕特里奇的宣稱沒證明為何在虛擬世界中謀殺他人的玩家能脫離現實。並指這一種說法沒有證明對在虛擬世界中謀殺他人不敏感的玩家是否欠道德標準。

#### 性化不平等論證
尼尔·利维（Neil Levy）和帕特里奇皆寫道，一旦虛構作品以引起性欲的方式刻畫猥褻兒童，那麼便會性化這一關係背後的不平等，因此這便區別了沒有這特點的虛擬謀殺和猥褻兒童。利维更指責這會強化維持女性不平等地位的社會規範。帕特里奇則對此表示懷疑，因為社會對性化兒童有著相當強烈的抵制，與對成人女性的社會規範不同。阿巴拉契亞州立大學哲學系的克里斯托弗·巴特尔（Christopher Bartel）同樣接納了利维的說法:77。

##### 評價
勒克認同這能區分虛擬謀殺和虛擬兒童猥褻，但仍寫道巴特尔沒有證明為何虛擬謀殺是道德的。此外他跟内森·埃勒比（Nathan Ellerby）在2013年一起指出，巴特尔的說法沒有針對不能視為引起性欲的虛擬兒童猥褻，例如沒有顯示在屏幕上，但遊戲明確提示這的確發生過的:129。巴特尔承認勒克和埃勒比的批評是正確的:129。
麥覺理大學哲學系的托马斯·蒙特菲奥雷（Thomas Montefiore）和保罗·福莫萨（Paul Formosa）寫道，此一理據適用於所有對女性的性化，而沒有特別針對兒童本身。因此表示這一議題的道德直覺是在反對針對女性的性暴力。諾丁漢特倫特大學社會科學系的加里·扬（Garry Young）亦有類似宣稱，指其沒有針對虛擬兒童猥褻的「兒童」作回應:81。除此之外，马库斯·舒尔茨克（Marcus Schulzke）在《模擬善與惡》（Simulating Good and Evil）一著中提出，這一論證要成立，其還需要證明虛擬兒童猥褻一定引起性欲，及色情作品在道德上一定是錯的。他表示這兩點皆存在爭議:108-109。

#### 兒童色情製品論證
巴特爾在2012年寫道，刻畫在虛擬世界中猥褻兒童的遊戲本質是錯誤的，因為它是兒童色情。而虛擬謀殺不是兒童色情，因此與虛擬兒童猥褻不同:61-63。並指從事有關行為的玩家能從這獲得享受:64。

##### 評價
扬拒絕直接把在虛擬世界中猥褻兒童的遊戲稱為兒童色情，因為在他及一些定義眼中兒童色情等同性虐待，因此不涉及虐待成分的模擬兒童色情不能稱為兒童色情。這也是其跟主流色情作品的共有特點:69。勒克和埃勒比則寫道，即使巴特爾對遊戲性質的定義正確，還是不能證明其有什麼不道德的地方。

#### 跟道德無關的特徴論證
帕特里奇寫道，容許虛擬世界中猥褻兒童的遊戲以跟道德不相干的特徴去選擇侵害對象，而這個特徵跟特殊的社會歷史脈絡有關，因此其是不道德的。這點区别了沒有針对特定对象的虛擬謀殺。她認為這能較接近地帶出為何人們對此有道德情緒反應，因為這讓人聯想起現實。而她提出這個論證的原因並不在於解決玩家困境，而是說明「享受這些表達性內容的人在道德上欠品味或不成熟」:86-89、93。

##### 評價
扬認同帕特里奇論證得很好，成功證明其想證明的事。但仍指出這跟勒克反駁過的論點接近，即可以構想出一款不針对任何对象作隨机猥褻的遊戲，那麼在這一情況下於虛擬世界中猥褻兒童不會針對任何跟道德無關的特徴，令此一論證失效:90-91。帕特里奇也承認一些以暴力為主題的遊戲會同樣勾起人們對現實的聯想。勒克受帕特里奇此一論證影響，提出嚴肅性論證。

#### 嚴肅性論證
勒克在2022年提出「嚴肅性論證」，指由於兒童等群體在歷史上受到壓迫等事件影響，所以以輕視態度處理之會被視為比其他過錯嚴重，即會被視為不尊重或麻木不仁。因此，有關態度跟社會背景有關，並取決於與事件的時間距離等因素。他表示這能夠區分虛擬謀殺和於虛擬世界中猥褻兒童。因為後者比前者更需要嚴肅看待。

##### 評價
蒙特菲奧雷和福莫薩質疑勒克把猥褻兒童視為比謀殺更嚴重的説法，並舉出澳洲法律及其他文獻對兩者的比較作引證，指它們都認為謀殺比猥褻兒童更嚴重。此外，他們倆亦舉出一些例子，指一些行為在遊戲中不被視為嚴重過錯，但在現實中則會視為，反之亦然。因此質疑人們對此一問題的直覺是否如實反映行為的嚴肅性。

### 質疑前提的論證

#### 兩者皆不可接受
哲學家约翰·蒂尔森（John Tillson）質疑玩家困境的前題，即兩種情況一種可認為是道德的，另一種則不道德，指兩者皆不道德。他認為，若然有人製作出一款遊戲，當中所有事物和人物皆跟當事人經歷的現實沒有大分別。那麼不論是謀殺和猥褻兒童都不可接受，因為其表達出對一些更值得道德關注的對象的不尊重:130。

#### 取決於情況
拉米·阿里（Rami Ali）認為遊戲當中的虛擬謀殺和虛擬兒童猥褻都要取決於遊戲內容而決定是否道德。他認為遊戲中的虛擬謀殺要取決於情境，例如要區分玩家角色是不義的殺手還是自衛殺人；同理，虛擬兒童猥褻也取決於遊戲內容，例如若遊戲改編自神話，玩家所扮演的神話人物會以性及其他方式來懲罰人類，那麼該人物在故事中猥褻兒童就可以是道德上可以接受的:131-132。此外，他還表示，只要遊戲沒那麼真實和沒有表達出對兒童猥褻或謀殺的認同，那麼亦可接受:287。

##### 評價
麥克阿瑟指出，若社會根據阿里對可接受遊戲的定義來規管遊戲，那麼大多遊戲都會被禁止，因為它們都在追求真實性:287。巴特爾批評阿里的說法無助解決玩家困境，因為其不追求證明所有涉及虛擬謀殺或虛擬兒童猥褻的遊戲道德與否，而是說道德上會直覺認為涉及虛擬兒童猥褻的遊戲比虛擬謀殺更差:133。

#### 文化差異
楊在2016年認為玩家困境可由社會態度的角度來解決。他認為在虛擬世界中猥褻兒童因具一個社會很多人不容接受的特徵，因此會被視為在道德上不可接受。而在虛擬世界中謀殺他人則因為不具該特徵，因此可以接受。反過來說，若一個社會認為在虛擬世界中猥褻兒童不具道德上不可接受的特徵，那麼便會視為道德上可接受。
蒙特菲奧雷和福莫薩在回顧眾多論證後，認為玩家困境的存在很大程度上是基於道德以外的理由。例如相對於西方，以虛擬兒童為主角的模擬兒童色情作品在日本相對較容易接受；並引用研究證明相對於高頻度遊戲玩家，低頻度玩家較容易認為兩者皆不可接受。可見其與文化規範和個人經驗有關。因此人們更有機會在這一困境中只因為噁心等道德情感而驅使人產生道德直覺。但他們仍認為有機會為玩家困境找到論證。

##### 評價
勒克批評楊過於依賴社會對事物的評價來決定道德與否，指其理據適用於證明古羅馬奴隸制是可以接受的，因沒有很多古羅馬人在道德上反對之。並說楊雖然認為自己的論據不是道德相對主義，但沒有解釋怎樣與之不同。
奥胡斯大学的大衛·艾克達爾（David Ekdahl）讚揚蒙特菲奧雷和福莫薩希望玩家困境的討論能更建基於更多實證研究，及建議探討的人考慮更多非道德因素，表示這能打破成見。但仍认为以此為題的實證研究很難作任何結論。

## 實證研究
2024年，保罗·福莫萨（Paul Formosa）等人在《行为与信息技术》上發表了首項測試玩家困境的前設是否正確的實證研究。當中有582位自稱18歲或以上的網上受訪者參與調查。結果發現他們認為虛擬謀殺和虛擬猥亵兒童兩者在道德上皆不可接受，但與虛擬謀殺相比，虛擬兒童猥褻更不可接受。兩者愈不接近真實愈可接受。認為有關行為道德錯誤的人在嘗試給予理由時，最常見的回應是無法給予（道德錯愕），第二及第三常見的理由就是認為該些作品讓人厭惡和腐化社會道德；該些認為可接受的則最普遍以「這只是遊戲」回應之。